# Fiestas januales
Se llamaban fiestas januales a las que en la antigua Roma se celebraban en honor del dios Jano.
Las fiestas januales tenían lugar el 1 de enero y en ellas el pueblo vestido con sus mejores prendas visitaba el capitolio para realizar sus ofrendas.
Se ofrecía incienso, vino, frutos y una torta denominada janual. Los amigos y parientes se enviaban aguinaldos mutuamente que consistían en higos secos, hojas de laurel, etc. y se intercambiaban buenos deseos. Con el tiempo esos regalos se convertirían en presentes de más valor.